# Ferreira do Alentejo (freguesia)
A Freguesia de Ferreira do Alentejo foi a freguesia-sede do Município de Ferreira do Alentejo, a qual tinha 223,74 km² de área e 4 696 habitantes (2011), e, por isso, uma densidade populacional de 21 hab/km².
Foi extinta em 2013, no âmbito de uma reforma administrativa nacional, para, em conjunto com a Freguesia de Canhestros, formar uma nova freguesia denominada União das Freguesias de Ferreira do Alentejo e Canhestros da qual é a sede.

## População
| População da freguesia de Ferreira do Alentejo (1864 – 2011) | População da freguesia de Ferreira do Alentejo (1864 – 2011) | População da freguesia de Ferreira do Alentejo (1864 – 2011) | População da freguesia de Ferreira do Alentejo (1864 – 2011) | População da freguesia de Ferreira do Alentejo (1864 – 2011) | População da freguesia de Ferreira do Alentejo (1864 – 2011) | População da freguesia de Ferreira do Alentejo (1864 – 2011) | População da freguesia de Ferreira do Alentejo (1864 – 2011) | População da freguesia de Ferreira do Alentejo (1864 – 2011) | População da freguesia de Ferreira do Alentejo (1864 – 2011) | População da freguesia de Ferreira do Alentejo (1864 – 2011) | População da freguesia de Ferreira do Alentejo (1864 – 2011) | População da freguesia de Ferreira do Alentejo (1864 – 2011) | População da freguesia de Ferreira do Alentejo (1864 – 2011) | População da freguesia de Ferreira do Alentejo (1864 – 2011) |
| ------------------------------------------------------------ | ------------------------------------------------------------ | ------------------------------------------------------------ | ------------------------------------------------------------ | ------------------------------------------------------------ | ------------------------------------------------------------ | ------------------------------------------------------------ | ------------------------------------------------------------ | ------------------------------------------------------------ | ------------------------------------------------------------ | ------------------------------------------------------------ | ------------------------------------------------------------ | ------------------------------------------------------------ | ------------------------------------------------------------ | ------------------------------------------------------------ |
| 1864                                                         | 1878                                                         | 1890                                                         | 1900                                                         | 1911                                                         | 1920                                                         | 1930                                                         | 1940                                                         | 1950                                                         | 1960                                                         | 1970                                                         | 1981                                                         | 1991                                                         | 2001                                                         | 2011                                                         |
| 3 252                                                        | 4 117                                                        | 5 225                                                        | 5 205                                                        | 5 792                                                        | 5 317                                                        | 7 479                                                        | 8 449                                                        | 8 967                                                        | 8 108                                                        | 6 144                                                        | 6 084                                                        | 5 277                                                        | 4 866                                                        | 4 696                                                        |

Nos censos de 1864 a 1930 figura com a designação de Ferreira e Vilas Boas. Passou a denominar-se Ferreira do Alentejo pelo decreto lei nº 27.424, de 31/12/1936.
Com lugares desta freguesia foi criada, pela Lei nº 31/88, de 01 de Fevereiro, a freguesia de Canhestros

## Lugares
Na freguesia de Ferreira do Alentejo encontram-se os lugares de Abegoaria, Aldeia de Ruins, Fortes, Gasparões, Olhas, Quinta de São Vicente e Vale de Aljustrel.

## Património
- Capela do Calvário (Ferreira do Alentejo) ou Capela de Santa Maria Madalena
- Quinta de São Vicente
- Casa na Rua do Visconde de Ferreira do Alentejo, 17 / Solar dos Viscondes
- Moradia D. Diogo Maldonado Passanha
- Antigo Palacete de João Carlos Infante Passanha, anexa ao nº 10
- Casa na Rua Visconde de Ferreira do Alentejo, 31
- Igreja Paroquial de Vilas Boas
- Igreja Paroquial de Nossa Senhora da Assunção
- Capela de Santo António / Actual Galeria de Arte
- Igreja da Misericórdia / Futuro Pólo Museológico de Arte Sacra
- Casa no Largo de D. Luís Maldonado Vivião Passanha, ou Largo do Ferrinho de Engomar
- Casa Senhorial na Praça Comendador Luis António Infante Passanha, 20 a 22
- Casa Agrícola Jorge Ribeiro de Sousa ou Museu Municipal de Ferreira
- Paços do Concelho ou Câmara Municipal
- Casa na Rua Conselheiro Júlio de Vilhena, 16
- Ermida de São Vicente
- Ermida de São Sebastião
- Estação Arqueológica do Monte da Chaminé / Vila Romana

## Personalidades ilustres
- Visconde de Ferreira do Alentejo
- Luís Pedro Nunes (Repórter)
- António Manuel Lopes dos Santos - Tim dos Xutos & Pontapés